# R. C. Buford
Pour les articles homonymes, voir Buford.
R.C. Buford est le directeur général de l'équipe des Spurs de San Antonio depuis la saison 2002.

## Biographie
Son fils Chase (en), né en 1988, est entraîneur de basket-ball.

## Honneurs
En décembre 2009, Sports Illustrated nomme Buford n°5 dans son Top 10 des managers généraux de la décennie, tous sports confondus.
Il est nommé Executive of the Year lors de la saison NBA 2013-2014.